# Banksiamyces
Banksiamyces — рід грибів родини Helotiaceae. Назва вперше опублікована 1982 року.

## Класифікація
До роду Banksiamyces відносять 4 види:
- Banksiamyces katerinae
- Banksiamyces maccannii
- Banksiamyces macrocarpus
- Banksiamyces toomansis